# Paul Mason (Bischof)

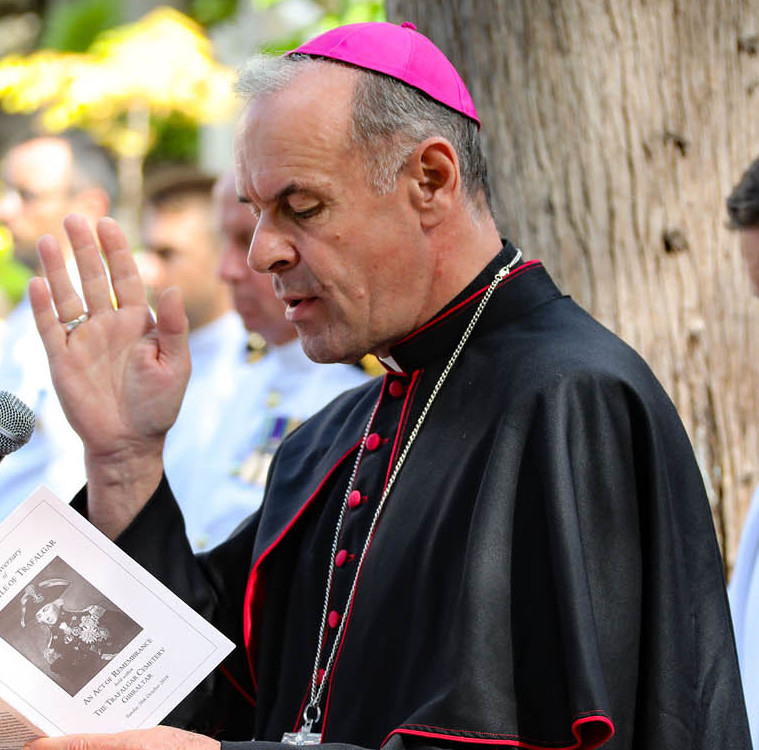
Paul Mason

Paul Mason (* 6. November 1962 in North Shields, Großbritannien) ist ein britischer Geistlicher und römisch-katholischer Militärbischof von Großbritannien.

## Leben
Paul Mason empfing am 25. Juli 1998 das Sakrament der Priesterweihe für das Erzbistum Southwark.
Am 23. April 2016 ernannte ihn Papst Franziskus zum Titularbischof von Skálholt und bestellte ihn zum Weihbischof in Southwark. Die Bischofsweihe spendete ihm der Erzbischof von Southwark, Michael George Bowen, am 31. Mai desselben Jahres. Mitkonsekratoren waren der emeritierte Erzbischof von Westminster, Cormac Kardinal Murphy-O’Connor, und John Hine, emeritierter Weihbischof in Southwark.
Am 9. Juli 2018 ernannte ihn Papst Franziskus zum Militärbischof von Großbritannien. Die Amtseinführung erfolgte am 12. September desselben Jahres.